# Републикански път III-5391
Републикански път IIІ-5391 е третокласен път, част от Републиканската пътна мрежа на България, преминаващ изцяло по територията на Бургаска област. Дължината му е 25,6 km.
Пътят се отклонява наляво при 24,6 km на Републикански път III-539 в центъра на село Трояново и се насочва на югозапад през северозападната част на Бургаската низина. В центъра на село Аспарухово рязко завива на северозапад като продължава през низината и преминава през селата Крушово и Детелина. След последното минава над автомагистрала „Тракия“, преодолява възвишението Хисар, слиза в центъра на Карнобат и в източната му част, до общинската болница, се свързва с Републикански път I-6 при неговия 458,8 km.
| Пътища, отклоняващи се надясно (населено място, № на пътя, посока на пътя) | km   | Пътища, отклоняващи се наляво (посока на пътя, № на пътя, населено място) |
| -------------------------------------------------------------------------- | ---- | ------------------------------------------------------------------------- |
| Община Камено, III-539, 24,6 km, с. Трояново ←                             | 0,0  | ← с. Трояново, 24,6 km, III-539, Община Камено                            |
| Община Карнобат                                                            | 3,2  | Община Карнобат                                                           |
| с. Аспарухово                                                              | 5,5  | → с. Аспарухово, общински път (за с. Сърнево)                             |
| с. Крушово                                                                 | 10,7 | с. Крушово                                                                |
| с. Детелина                                                                | 13,4 | с. Детелина                                                               |
|                                                                            | 20,7 | → общински път (за 326 km на автомагистрала „Тракия“)                     |
| (до гр. Бургас) I-6, 458,8 km, гр. Карнобат ←                              | 25,6 | ← гр. Карнобат, 458,8 km, I-6 (от ГКПП Гюешево)                           |